# Udriku laid
Udriku laid ist eine unbewohnte Insel, 220 Meter von der größten estnischen Insel Saaremaa entfernt. Die Insel liegt in der Landgemeinde Saaremaa im Kreis Saare. Sie liegt in der Bucht Udriku laht. Die Insel wird zwar vom Kahtla-Kübassaare hoiuala umschlossen, gehört aber zum Kübassaare maastikukaitseala
Udriku laid ist 1,5 Kilometer lang, 630 Meter breit und 84 Hektar groß und ist somit die größte Insel auf dem Gebiet des Kahtla-Kübassaare hoiuala. Der Norden der Insel heißt Suuregi laid.